# Filles de Marie des écoles pies
Les Filles de Marie des écoles pies (en latin : Filiarum Mariae Scholarum Piarum) sont une congrégation religieuse féminine enseignante de droit pontifical.

## Historique
En 1829, Paule Montal Fornés (1799-1889) ouvre une école pour filles à Figueras inspirée par les écoles de saint Joseph Calasanz. En 1846, les pères piaristes Hyacinthe Felíu et Augustin Casanovas élaborent des constitutions fondées sur celle des Clercs réguliers de la Mère de Dieu pour les écoles pies.
Mgr Pedro Martínez San Martín, archevêque de Barcelone, approuve la congrégation ; Paule et trois compagnes font profession religieuse le 2 février 1847 donnant officiellement naissance au nouvel institut : Paule devient sœur Paule de Saint-Joseph-Calasanz, les religieuses prennent la même devise, le même blason et la même signature que les piaristes. Elles obtiennent le Decretum laudis le 9 mai 1860. 
Le 11 mars 2001, le pape Jean-Paul II béatifie plusieurs filles de Marie martyres de la guerre civile espagnole : Marie Baldillou Bullit, Présentation Gallén Martí, Marie Louise Girón Romera, Carmen Gómez Lezáun, Clémence Riba Mestres, martyres à Valence, et Marie de Jésus de la Iglesia de Varo, religieuse à Madrid, assassinée avec deux anciennes élèves, Dolores Aguiar-Mella et sa sœur Consuelo.
Deux sœurs de cette congrégation sont reconnues vénérables : Marie Pilar Solsona Lambán (1881–1966) en 2010 par Benoît XVI et María Nieves Sánchez Fernández (1900-1978) en 2016 par le pape pape François,.

## Activités et diffusion
Les religieuses se consacrent à l'enseignement dans les écoles à tous les niveaux. 
Elles sont présents en :
- Europe : Espagne, Italie, Pologne ;
- Amérique : Argentine, Bolivie, Brésil, Chili, Colombie, Cuba, République dominicaine, Équateur, États-Unis, Mexique, Puerto Rico ;
- Afrique : Guinée-Bissau, Guinée équatoriale, Sénégal ;
- Asie : Inde, Japon, Philippines.

La maison généralice est à Rome.
En 2017, la congrégation comptait 602 sœurs dans 100 maisons. 